# Al-Kàmil Xaban
Al-Màlik al-Kàmil Sayf-ad-Din Xaban ibn an-Nàssir Muhàmmad —àrab: الملك الكامل سيف الدين شعبان بن الناصر محمد, al-Malik al-Kāmil Sayf ad-Dīn Xaʿbān ibn an-Nāṣir Muḥammad—, més conegut simplement com al-Kàmil Xaban, fou soldà mameluc bahrita o kiptxak del Caire (1345-1346). Era fill d'an-Nàssir Muhàmmad ibn Qalàwun.
Quan el seu germà As-Sàlih Ismaïl va ser assassinat el 4 d'agost de 1345 va ser proclamat al seu lloc. La facció que dirigia el seu sogre Arghun al-Alai li va donar un suport decisiu; el vice-regent d'Egipte, Almalik, en canvi, se li va oposar i va donar suport al seu germà Hajjí però aviat va perdre tota influència i Arghun va esdevenir el personatge principal de l'estat. Xaban va fer matar dos dels seus germans.
A partir del l'abril de 1346 la seva autoritat va entrar en crisis. Almalik i el seu aliat Kumari foren enviats presoners a Alexandria i els seus béns confiscats però la mort de Yusuf, un altre germà de Xaban, l'estiu el va convertir en sospitós del crim. Xaban va decidir fer una visita a l'Hedjaz i va forçar el cobrament de forts tributs als camperols egipcis (amb gra) i als de Síria (en ramats) per finançar el viatge al mateix temps que l'aristocràcia militar mameluca havia estat obligada a fer despeses que la portaven a la ruïna. El governador de Damasc, Yalbugha al-Yahyawi, va encapçalar una conspiració. Xaban va fer presoners a dos dels seus germans que encara quedaven en vida (Hajjí i Husayn) i els va empresonar (18 de setembre de 1346) provocant la revolta dels mamelucs del Caire. Xaban va oferir l'abdicació que fou refusada; va intentar resistir però en la lluita Arghun fou ferit i fet presoner i Xaban va haver de fugir, sent capturat durant la fugida i executat el 21 de setembre de 1346. El seu germà Hajjí fou alliberat i posat al tron amb el nom d'al-Mudhàffar Hajjí el 23 de setembre.